# Божківська сільська рада
Божкі́вська сільська́ ра́да — колишній орган місцевого самоврядування у Кролевецькому районі Сумської області. Адміністративний центр — село Божок.

## Загальні відомості
- Населення ради: 870 осіб (станом на 2001 рік)

## Населені пункти
Сільській раді були підпорядковані населені пункти:
- с. Божок
- с. Веселі Гори
- с. Заболотове

## Склад ради
Рада складалася з 14 депутатів та голови.
- Голова ради: Поладич Василь Харитонович
- Секретар ради: Кушвід Олена Володимирівна

### Керівний склад попередніх скликань
| Прізвище, ім'я, по батькові | Основні відомості                                                 | Дата обрання | Дата звільнення |
| --------------------------- | ----------------------------------------------------------------- | ------------ | --------------- |
| Поладич Василь Харитонович  | Сільський голова, 1952 року народження, освіта вища, безпартійний | 26.03.2006   | 31.10.2010      |
| Поладич Василь Харитонович  | Сільський голова, 1952 року народження, освіта вища, безпартійний | 31.10.2010   |                 |

Примітка: таблиця складена за даними сайту Верховної Ради України